# Orsasjön
Orsasjön er en svensk sø i Dalarna. Den er 14 kilometer lang, 6,5 kilometer bred, og er gennem et 4 kilometer langt, smalt sund, Moranoret, forbundet med Siljansøen. Søens areal er 53 km² og den største dybde 94 meter.
61°5′17″N 14°32′49″Ø / 61.08806°N 14.54694°Ø